# 查爾斯·萊托勒
查爾斯·赫伯特·萊托勒（英語：Charles Herbert Lightoller，DSC，Bar，RD，1874年3月30日—1952年12月8日）是英國皇家郵輪鐵達尼號二副和皇家海軍後備隊中校，他是鐵達尼號沉沒事故後級別最高的生還船員。
作為負責將左舷乘客裝入救生艇的船副，萊托勒不僅嚴格執行「女人和小孩優先」原則，他還有效的將其擴展解釋為「僅限女人和小孩」。根據這一原則，如果沒有女人或小孩等候撤離，萊托勒就會降下帶著空座位的救生艇。眾所周知，事實上萊托勒僅允許一名成年男性乘客亞瑟·戈弗雷·普烏欽登上6號救生艇，因為他有帆船經驗，可以協助划船。萊托勒一直待到最後，落海後即遭通風管道吸住，但隨著鍋爐爆炸，一陣熱水和熱風將他吹走，之後爬上了一艘翻覆的折疊救生艇，與另外27人勉強度過一夜後，於6時30分被救上船，他也是少數落海又獲救的幸運倖存者。
萊托勒在第一次世界大戰期間擔任英國皇家海軍軍官，他曾以艦砲擊中一架德國齊柏林飛船，因此獲頒傑出服務十字勳章。1918年，他指揮驅逐艦蓋瑞號撞擊並擊沉德國U型潛艇UB-110號，再度獲頒傑出服務十字勳章。UB-110號的船長後來聲稱，一些德國倖存者遭萊托勒的船員屠殺，這一指控從未得到官方證實，但萊托勒仍然在自己的回憶錄中暗示過對潛艇的鄙視。
萊托勒於1918年底退休後，成為房地產投資者，買了一艘遊艇日落號。66歲的萊托勒在第二次世界大戰中進一步表現出色，自願參與敦克爾克戰役的「發電機行動」，他沒有允許英國海軍部徵用他的遊艇日落號，而是自己駕船前往法國戰場，最終救回了127名英軍。他晚年的英勇事蹟已經由導演克里斯多福·諾蘭改編為2017年電影《敦克爾克大行動》的一名角色。

## 早年生活
1874年3月30日，查爾斯·萊托勒出生在英國蘭開夏郡喬利，他的家族自18世紀末以來一直在蘭開夏郡經營棉紡廠。他的母親莎拉·珍·威多斯（Sarah Jane Widdows）在生下他後不久就去世了。他的父親范德瑞克·詹姆斯·萊托勒（Frederick James Lightoller）則拋棄他，前往紐西蘭。

## 早期海事生涯

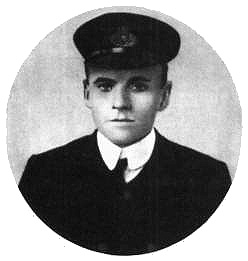
1900年的查爾斯·萊托勒。

1888年2月，13歲時的萊托勒不願像大多數英國年輕人那樣在工廠度過一生，於是從三桅帆船皮摩斯希爾號（Primrose Hill）上展開為期四年的航海學徒訓練 。第一次航行結束後，萊托勒在霍爾特希爾號（Holt Hill）上進行第二次航行，當該船行經南大西洋時遭遇暴風雨，被迫停靠在里約熱內盧，船員在天花流行病和推翻君主制革命中的地方維修該船。1889年11月13日，該船在印度洋遭遇另一場風暴、大副喪生，擱淺在一個無人居住的小島上，現在稱為聖保羅島。八天後，科榮號（Coorong）將他們救出，於聖誕節送到澳大利亞阿得雷德。萊托勒加入了飛剪式帆船阿伯康公爵號（Duke of Abercorn）返回英國。
萊托勒回到皮摩斯希爾號進行第三次航行，他們這次躲過了颶風，順利抵達印度加爾各答，在那裡他獲得了二副證書。當他擔任大型鐵身帆船聖米歇爾騎士號（Knight of St. Michael）三副時，煤炭起火，由於他成功撲滅火勢並拯救了船隻，正式升任二副。1895年，21歲的萊托勒已經是一名幹練海員了，離開帆船改到輪船上擔任船副。在西非海岸登普斯特長者航運的非洲皇家郵局服務三年後，他幾乎死於嚴重的瘧疾。1898年，萊托勒放棄航海，前往育空地區加入克朗代克淘金熱。在這一努力失敗後，他成為加拿大亞伯達省的一名牛仔。隨後為了回到英國，他成了一個流浪者，騎馬沿著鐵軌橫跨加拿大。1899年，他在一艘航返英國的牲口船上擔任牧牛人，回到家鄉時身無分文。這次他加入了葛林希爾考伊公司（Greenshields，Cowie & Co），擔任騎士幫號（Knight Companion）三副。1900年1月，開始了他的職業生涯，加入白星航運擔任美迪克號四副，在英國－南非－澳大利亞之間航行。

### 丹尼森堡惡作劇事件

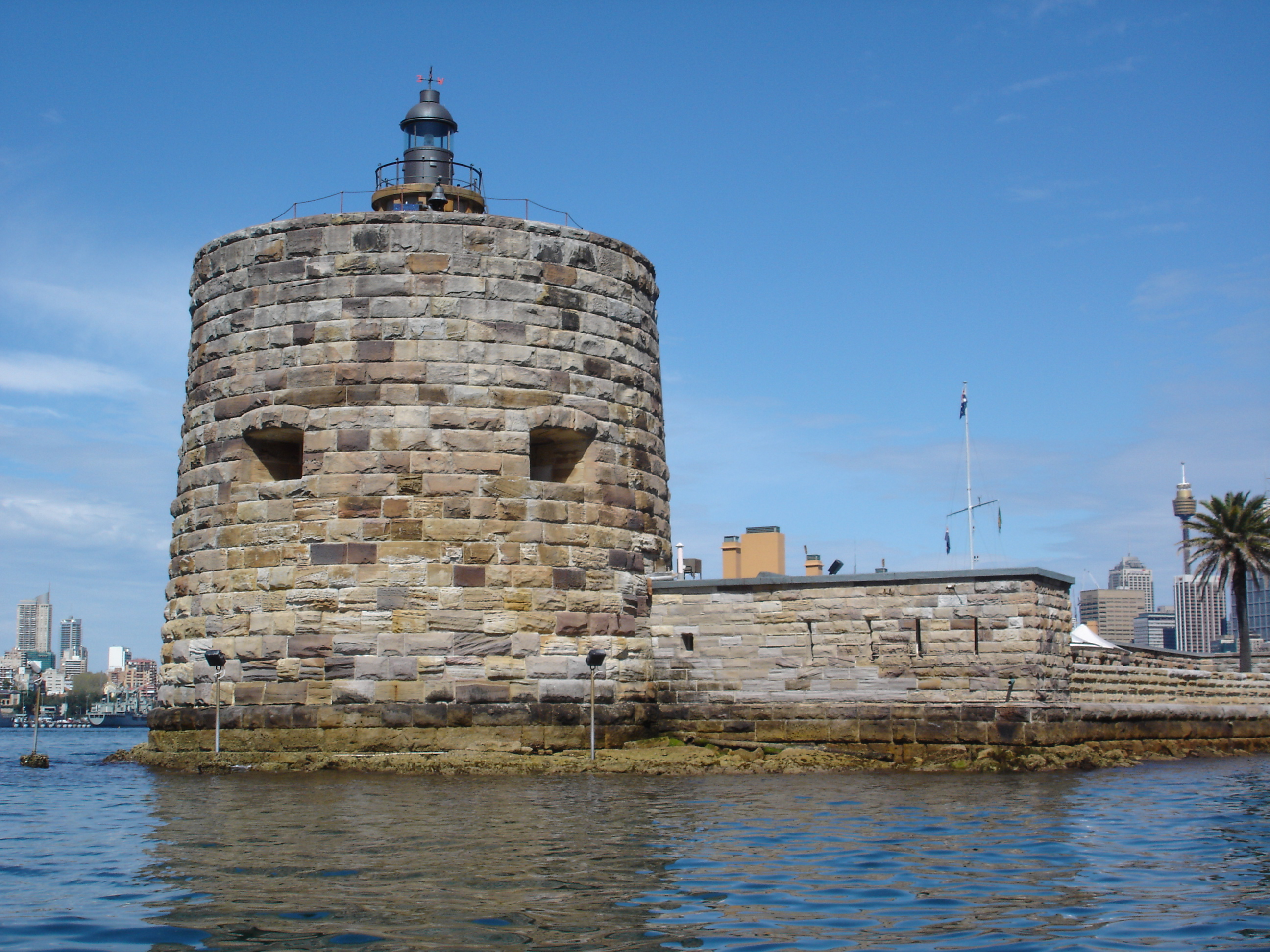
事發現場丹尼森堡的馬泰羅塔。

在這段期間，萊托勒因為一次惡作劇而受到譴責；他和一些船員在雪梨港丹尼森堡以惡作劇玩弄過雪梨市民。1900年，第二次波耳戰爭在南非造成慘況，澳大利亞軍隊曾在第一次波耳戰爭中與英國人並肩作戰。因此，當白星航運的美迪克號航行到雪梨港並在紐特羅灣停泊時，市民對船員們很熱情。當地人深切關注遙遠的南非衝突，令年輕的萊托勒感到驚訝，因此他決定以此取樂。
1900年10月6日星期六子夜後不久，萊托勒在兩名船員的陪同下，悄悄的進入馬泰羅塔，爬上了塔樓。他們在塔上懸掛一個臨時的波耳旗，接著用6.4公斤的爆破粉和相似數量的細粉裝入一門大砲，再用白色棉花搗爛。他們點燃了一個15公尺長的熔絲後撤退，三人設法用小划艇划到岸邊，經過政府建物前，然後到達環形碼頭觀看大砲爆出「巨大的閃光」，接著是「像雷聲一樣的巨響」、「就像郵局時鐘一樣，凌晨1點報時」。萊托勒的計劃是誘使當地人相信波耳人正在襲擊雪梨並奪取了丹尼森堡。當大砲響起時，響亮的爆炸聲撼動窗戶、喚醒了居民，他們從床上跳起來查看。當市民發現波耳旗幟飄揚時，引發了大規模恐慌。
當地媒體將這一事件視為「一個愚蠢而瘋狂的商業行為」，而肇事者從未找到。唯一報告的損壞是丹尼森堡的一些窗戶破損。萊托勒向該航線的海洋監督員承認肇事並遞出辭職信，但是對方笑了，並撕毀辭職信，告訴萊托勒回到美迪克號。之後，他從澳大利亞航線交換到大西洋航線。萊托勒回憶道：「實際上，我得到了輕微的升官」。1903年，他轉移到蘇米克號。航行期間，他遇到澳大利亞女子希薇亞·霍利-威爾遜
（Sylvia Hawley-Wilson），兩人後來在雪梨的聖雅各教堂結婚，並在返航途中帶新娘回到英國。他先後擔任白星航運旗艦船至尊號和「海洋之后」海洋號的三副，在船長愛德華·約翰·史密斯的麾下執行航務。接下來的時間，他曾回到至尊號擔任大副，最後在海洋號擔任一副。

## 擔任鐵達尼號副官

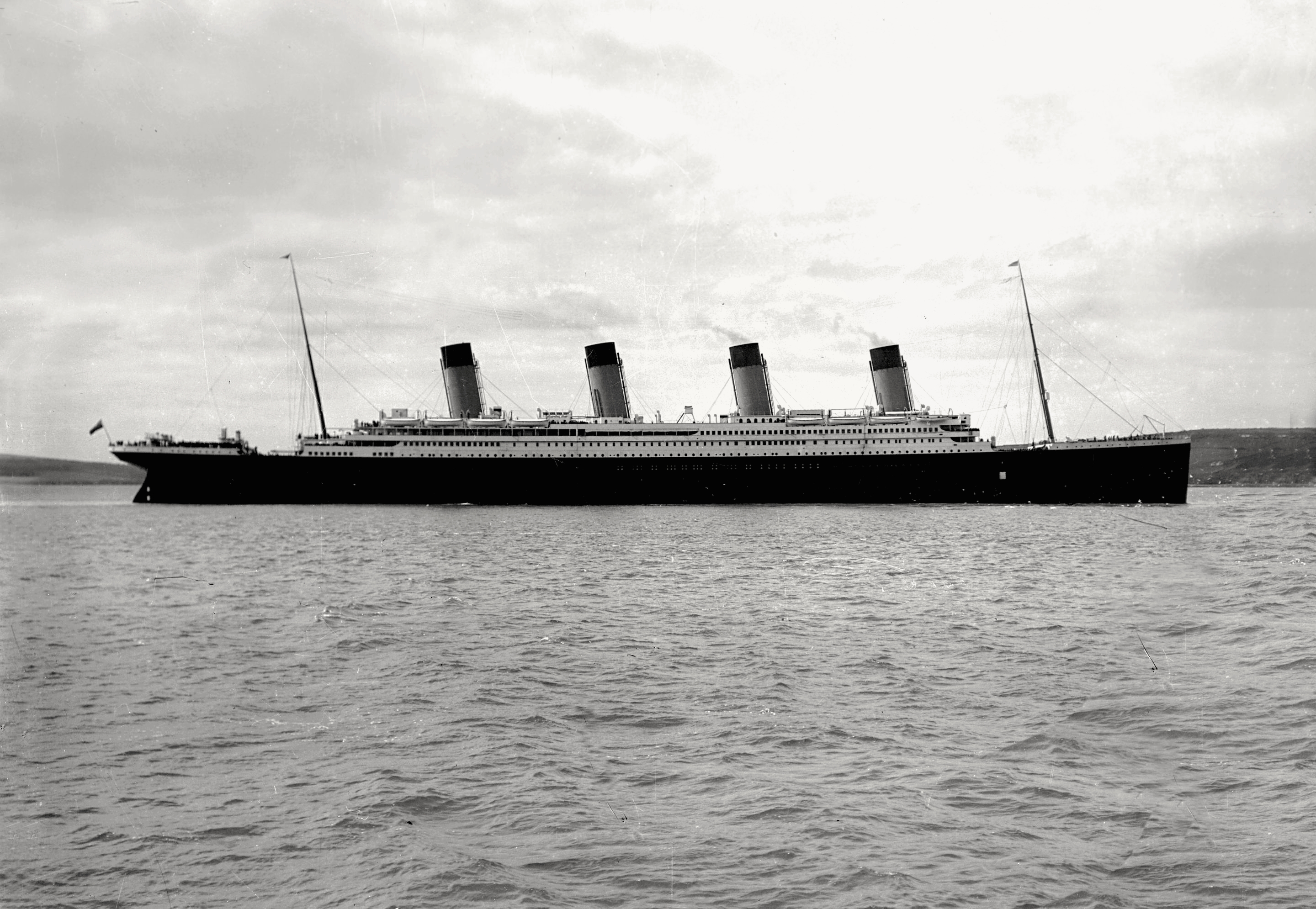
1912年4月11日在皇后鎮拍攝的鐵達尼號，最後一批乘客在這登船。

1912年4月2日，萊托勒前往貝爾法斯特，擔任新建成的鐵達尼號試航一副，大副是威廉·默多克。然而載客首航之前，船長史密斯臨時將大副職位交給原奧林匹克號的亨利·魏爾德，將原來任命的威廉·默多克降為一副，而萊托勒降為二副。試航時的二副大衛·布萊爾完全被排除在首航之外，其他船上的副官人事則保持不變。大衛·布萊爾離開船員部門造成了一個問題，因為他保管了雙筒望遠鏡的鑰匙，當他在南安普敦下船後，雙筒望遠鏡便一直鎖在櫃子裡。由於瞭望員沒有雙筒望遠鏡可以用，萊托勒承諾在鐵達尼號到達紐約時再添購。後來，在美國參議院鐵達尼號沉沒調查中，缺乏望遠鏡成為爭論的焦點。
4月14日17時35分，萊托勒注意到日落後氣溫急速下降。18時整至22時整，艦橋指揮官由萊托勒當值；18時35分，他留意到氣溫已經低到幾乎凍結，但天氣明朗，海水異常平靜。20時55分，船長在艦橋跟萊托勒談論「天氣很冷」。由於天空中布滿星光，萊托勒相信，附近若有冰山可能會反射出明顯光線。21時20分，船長離開艦橋前指示：「如果在一定程度上有疑問，請告訴我」。從導航角度來說，這是鐵達尼號航行中最重要的航程。不幸的是，即使船長當天下午收到了一些海冰警告訊息——最明顯的是來自卡羅尼亞號、波羅的號、亞美利加號和加州人號——只有卡羅尼亞號的警告張貼在海圖室（根據後來生還副官的證詞）。因此，有些副官不知道還有其他冰情警告。21時30分，萊托勒指示六副詹姆斯·穆迪打電話給桅杆瞭望台，要求值班瞭望員「保持對冰情的敏銳觀察，特別是小冰山和浮冰」，並將這個指示傳遞給之後接班的其他瞭望員。22時整，萊托勒值班結束，他完成了交接船舶航向、速度和轉速的手續。他也讓一副威廉·默多克知道已經指示瞭望員留意小冰山，然後休班回到自己的寢室。

## 鐵達尼號撞上冰山沉沒
23時40分，鐵達尼號與冰山碰撞時萊托勒正準備睡覺，他穿著睡衣走出寢室，遇到跟他一樣感覺到震動的三副赫伯特·彼特曼。他們得出的結論是，船撞到一些東西，但沒有看到任何跡象，艦橋也沒有發出任何警報，所以他們回到寢室等待命令。十分鐘後，四副約瑟·博士爾敲門通知萊托勒：「郵件室已經淹水了」，他穿戴副官大衣和帽子後趕到甲板，開始準備救生艇。由於鍋爐正排出高壓蒸汽，以及它通過閥門和煙囪逸出的巨大噪音，所以幾乎蓋掉人們說話的聲音。萊托勒不得不使用手勢與其他船員進行交流。此時他確信情況嚴重，但不相信鐵達尼號會沉沒。大約在0時20分，萊托勒注意到船長站在艦橋旁，神情恍惚的望著大海。他表示：「我吼著嗓子說，『我們最好先把女人和孩子們放進船裡對吧，長官？』，他聽到我在講話後，只點頭答覆」。船長隨後命令他和一副威廉·默多克：「讓婦女和兒童登艇撤離」。萊托勒負責指揮左舷的撤離裝載，他開始指揮女人和小孩登上救生艇，並將船長的指示解釋為「只有女人和小孩可以登艇」，如果周圍沒有女人或小孩等待上船，就讓「仍空著位置的救生艇」下水。
1時左右，8號救生艇是左舷第一艘開始降下的，萊托勒拒絕讓男乘客伊西多·史特勞斯陪伴妻子登艇，因此這對夫妻決定放棄逃生。1時10分，6號救生艇準備降下，萊托勒意識到只有一名船員（舵手羅伯特·希琴斯）坐上去，開始徵求一位能協助划船的志願者。加拿大皇家遊艇俱樂部的少校亞瑟·戈弗雷·普烏欽走上前去，爬上一條繩索後跳進救生艇，他是萊托勒唯一允許登艇的成年男性乘客。這艘小艇的乘客包括瑪格麗特·布朗，她也拿起槳划船。六副詹姆斯·穆迪指揮16號救生艇的同時，萊托勒和五副哈羅德·羅威一起監督14號救生艇的裝載。大副亨利·魏爾德這時將一些子彈和一把韋伯利轉輪手槍塞進萊托勒的手中說：「你可能需要這個」。
1時25分後，一些仍在船上的乘客開始恐慌或陷入混亂、試圖搶佔救生艇；萊托勒發現2號救生艇上坐著一群男子，便持槍對準他們大罵：「離開那裡，你們這些懦夫！」，因此有幾個人逃跑了。然後，他將2號救生艇的指揮權交給四副約瑟·博士爾，然後在混亂中指揮4號救生艇的裝載。此時乘客阿奇博·格雷西四世和詹姆斯·史密斯（James Clinch Smith）加入協助萊托勒撤離婦孺。4號救生艇乘客之一是美國富豪約翰·雅各·阿斯特四世的新婚妻子瑪德琳·阿斯特，萊托勒同樣拒絕讓這位船上最富有的男乘客登上救生艇，他回答對方的詢問說：「這艘船的女人都上船後，才輪到男人」。1時55分，降下4號救生艇時，鐵達尼號已經往前嚴重傾斜，只離海面4.5公尺。正常情況下，救生艇初始吊掛位置距離海面21公尺。

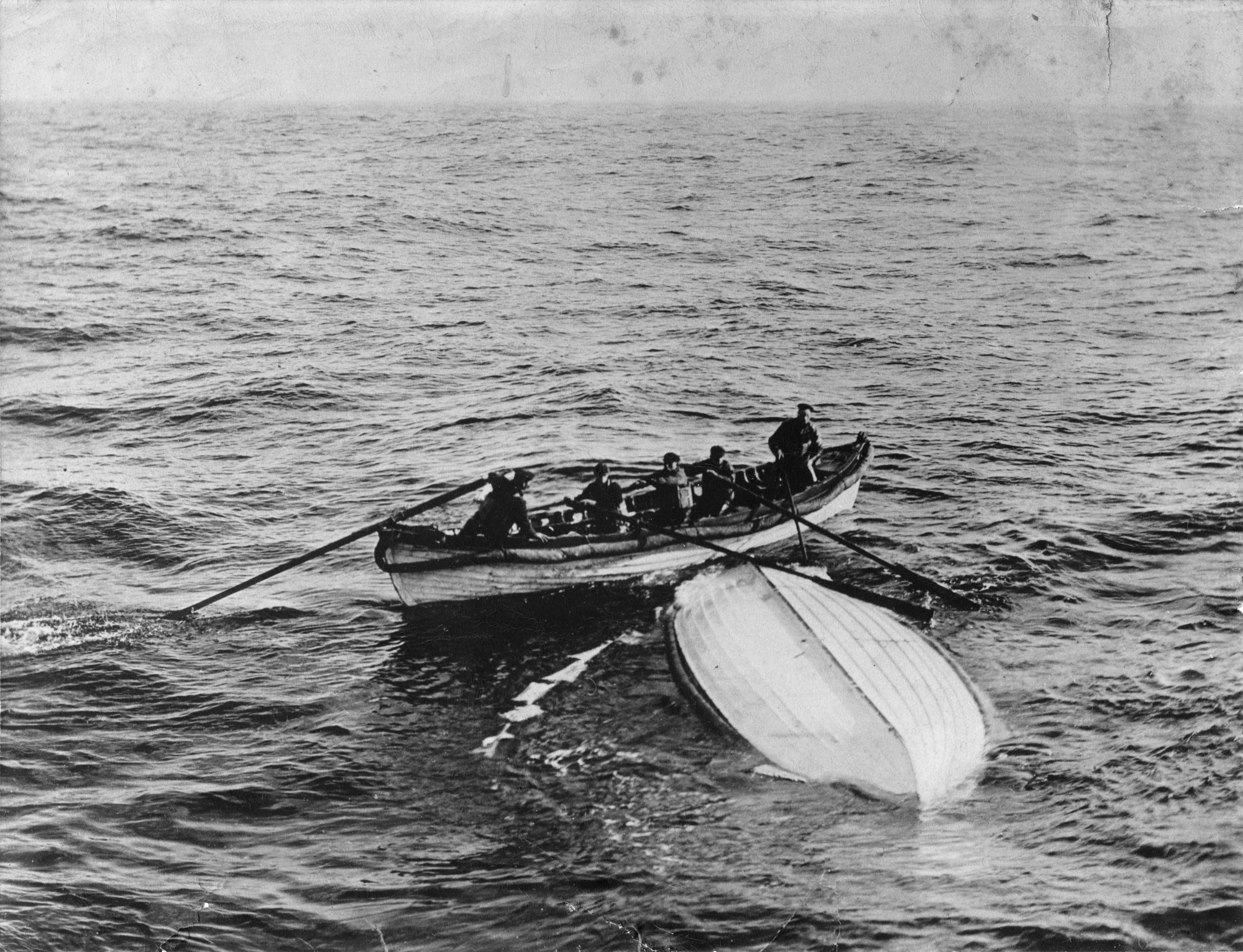
讓萊托勒及其他27人倖存下來的B折疊艇，這張照片由後來前往搜索遺體的麥凱-貝內特號船員拍下。

2時左右，鐵達尼號加速傾斜並沉入海中，所有的木殼救生艇都載人下水了，甲板還剩下3艘折疊式木栓帆布救生艇。A和B折疊艇仍然綁在海官起居艙上方，萊托勒和其他人抬起D折疊艇，正確掛在吊艇架上後開始讓婦女登艇，但是在有15人坐進去之後，找不到更多的婦女，這時乘客阿奇博·格雷西四世帶領更多女乘客抵達。在裝載這艘小艇時，大副亨利·魏爾德命令萊托勒登艇同行，他回答「辦不到」，事後他回憶說：「並沒有想要壯烈犧牲，只是心裡有一股想留在船上的衝動」。當D折疊艇降下時，他看到兩名男子從快速氾濫的A層甲板跳進去。大約2時15分，船首以相當快的速度下沉、海水已經在小艇甲板上爬行，阿奇博·格雷西四世、詹姆斯·史密斯、大副亨利·魏爾德、一副威廉·默多克、二副查爾斯·萊托勒等人仍然在嘗試解開A和B折疊艇。萊托勒爬到海官起居艙的頂部，持借用的小折疊刀切斷了繩索，他試圖把小艇移動到正在淹水的甲板上，然後一邊喊著：「看看那裡還有什麼可做的」，一邊越過頂部到了右舷。當時突然增大的船身下沉造成一股衝擊，這被生還者稱之為「巨浪」，它從往後沿著小艇甲板猛力沖刷，將許多人掃入海中。人群逃離上漲的海水，萊托勒已經無法再做任何事，他決定從海官起居艙的頂部跳入水中，冰冷的水溫讓他感覺到「全身千刀萬剮」。
萊托勒發現桅杆瞭望台現在與海面齊平，他知道那裡現在是一個安全的地方，準備往那個方向游去、遠離沉船。此時他遭到水流擊中，然後被一個大型通風管道吸在格柵上，使他隨著船下沉。當海水沖到仍然高熱的鍋爐時，機房爆炸出的熱風和熱水將他吹走。他回憶說：「我幾乎處在死亡邊緣，當我終於浮出水面時，旁邊就是剛才我們弄下來的小艇」。萊托勒游到翻倒的B折疊艇前面，緊緊抓住前面的一根繩子，有6個人已經攀附在上面。隨著鐵達尼號沉沒，1號煙囪在自身重量（50至60公噸）的作用下坍塌，萊托勒正好躲開。他也意識到口袋裡的手槍重量導致不能正常游泳，所以迅速丟棄了手槍。在鐵達尼號斷裂並完全沉沒之前，萊托勒目睹了最後時刻：「我看到船尾越來越高，直到它從水中升起，然後傳出一種可怕的咆哮聲，那是鍋爐掉出來的聲音，它們砸爛經過的一切東西。鐵達尼號清晰可見，點著明亮的燈光，當鍋爐掉下去時，她陷入完全的黑暗，在滿天星斗的背景下還能清楚看到巨大的黑色輪廓。船慢慢傾斜，然後停了一下子，開始快速下沉，悄悄的滑入水中消失。所有和我在小艇上的人都不敢相信，她沉沒了」。之後，B折疊艇協助越來越多人爬上去，最終有28人依靠它避難，包括乘客阿奇博·格雷西四世、傑克·賽耶、初級電報員哈羅德·布萊德、萊托勒和許多從機房逃出的加煤工人。布萊德告訴萊托勒已知波羅的號、奧林匹克號和卡柏菲亞號已經朝向他們全速前進；萊托勒計算出卡柏菲亞號會在黎明時分到達。
萊托勒在翻覆的B折疊艇上開始指揮，讓其他人平靜下來，帶領他們齊聲呼喊其他救生艇前來救助，但是沒有成功。而且海面開始出現起伏的波浪，讓翻面的B折疊艇更加不穩，萊托勒教導其他人轉移位置來改變重心、抵消傾斜，防止折疊艇翻倒或淹沒。如果不是這樣，他們可能會再次掉進冰凍的海水中。在他的指導下，這些人在大海上努力堅持了幾個小時。當卡柏菲亞號隨著黎明時分抵達時，B折疊艇正在緩緩下沉。當卡柏菲亞號正在救助其他生還者時，4號和12號救生艇大約在6時30分發現他們，並將這瀕臨沉沒的28人安全轉移到木殼救生艇上。萊托勒是最後一個離開的，他上了12號救生艇後，發現現在有74人在上面（設計容量為65人）。12號救生艇是卡柏菲亞號救助的最後一艘船，由萊托勒指揮。當救生艇接近卡柏菲亞號時，海浪一波又一波打上來，似乎會翻倒；所幸卡柏菲亞號很快降下繩梯，萊托勒幫助所有的倖存者登上甲板後才離開，成為最後一個獲救的鐵達尼號生還者，也是所有獲救船員中級別最高的人。

### 協助事故調查

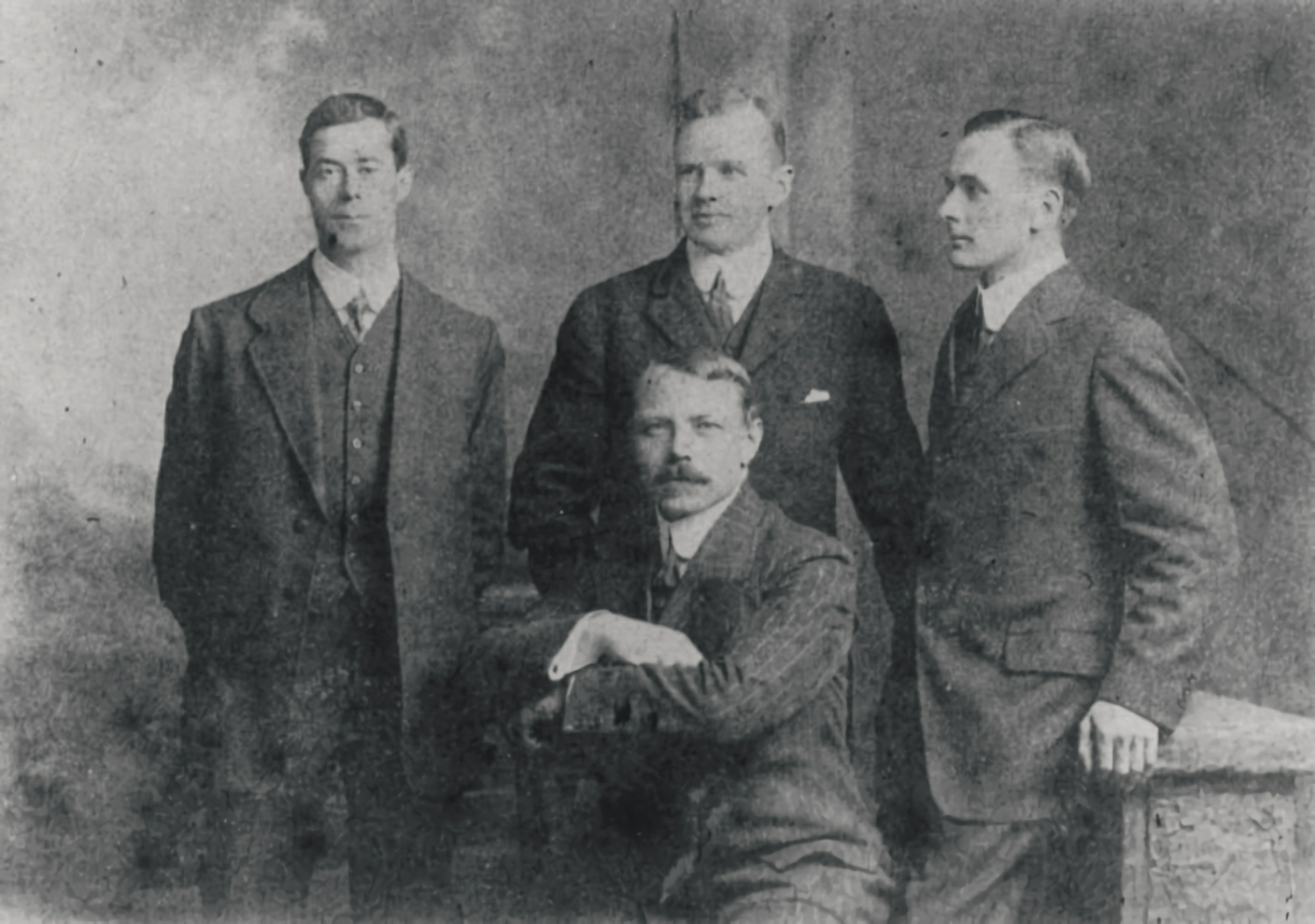
鐵達尼號四名生還的副官。從左到右是五副哈羅德·羅威、二副查爾斯·萊托勒、四副約瑟·博士爾。坐著的是三副赫伯特·彼特曼。

在卡柏菲亞號抵達紐約之後，美國參議院召集萊托勒和其他三位副官在美國參議院鐵達尼號沉沒調查中作證。作為最資深、級別也最高的生還軍官，萊托勒是美國調查的關鍵證人。他發現自己必須為船長、其他罹難船副和公司辯護，反對美國當局對罹難同事和長官提出的一些嚴重指控。在他的自傳《鐵達尼號和其他的船》（Titanic and Other Ships）中，他將美國當局的調查描述為「鬧劇」，因為在一些問題中隱含著對船舶或航海問題的無知。他只認真接受了英國當局的調查並寫道「不想將責任歸咎於英國貿易委員會或白星航運」，因為他相信「多年來我已經知道，不論人們做的再完美再充分，這種災難永遠都可能會發生」。
萊托勒將這次災難歸咎於海上事故，那是他一生中見過最平靜的海況。他為僱主白星航運辯護，儘管曾暗示航速過快、桅杆瞭望台中沒有雙筒望遠鏡，以及在夜晚穿過浮冰區的明顯魯莽行為，當時附近所有其他船隻都認為更明智的作法是原地停船，等待白天再航行。然而，1936年他在英國廣播公司《現場見證》（I Was There）節目中敘述當晚情形時，他改變了防禦立場。萊托勒指出許多爭議事項，並建議如何在未來避免此類事故——應根據乘客和船員人數而不是船舶噸位來確定救生艇的數量、進行全面的救生艇操作演習，以便讓乘客知道逃生位置，也讓船員知道如何操作它們、在所有客船上建立24小時有人駐守的無線電通信，並要求強制執行向所有船舶發出冰情警告。他提出的一些建議讓英國貿易委員會及其他海事國家的同等機構採取了行動。

## 第一次世界大戰

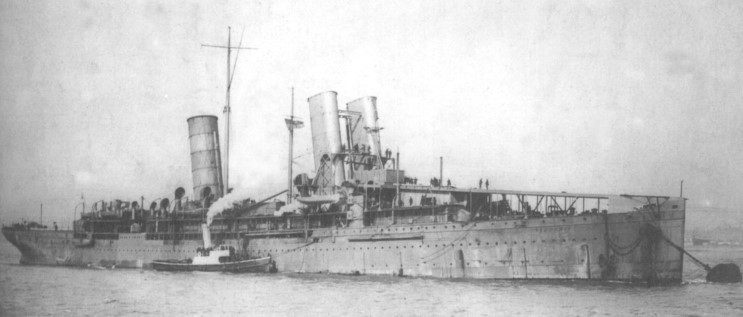
武裝改造後的坎帕尼亞號皇家郵輪，萊托勒在這艘船上擔任船副，並在演習中擔任飛機後座瞭望員。

1913年，在美國參議院調查和英國調查結束之後，萊托勒回到航海客運業，擔任海洋號的船副。1913年5月，他從皇家海軍後備隊中尉晉升為上尉。1914年8月4日，第一次世界大戰爆發，萊托勒響應英國皇家海軍徵召，並且英國海軍部徵用海洋號，從「英國皇家郵輪」變成加裝艦炮的武裝商船「陛下之艦」。海洋號編入北方巡邏力量，任務是在昔德蘭群島地區巡邏250公里長的海域。這艘重17,000噸、長215公尺的船隻顯然太小，完全不適合她航行的水域。1914年9月8日，由於導航員大衛·布萊爾（曾是鎖住鐵達尼號望遠鏡的船員）進行不準確的定位，海洋號撞上暗礁、在富拉島附近擱淺。萊托勒當時休班，他再次監督救生艇裝載和下水，並且是最後一個離開的船員。三週後，海洋號在暴風雨中沉沒消失。
1915年，萊托勒在另一艘前客船坎帕尼亞號的武裝改造期間擔任船副，該船已經可以搭載肖特184型水上飛機起降；他在一次冰島附近海域進行的軍事演習中，成功從空中鎖定了假想敵方艦隊。1915年聖誕節前夕，萊托勒晉升為指揮官，指揮魚雷艇HMTB 117。1916年7月31日，萊托勒在泰晤士河口以艦砲擊中L31齊柏林飛船，因此獲頒傑出服務十字勳章。他晉升為C級驅逐艦獵鷹號的指揮官。1918年4月1日，獵鷹號在大霧中遭一艘拖網漁船誤撞而擊沉。萊托勒隨後獲得雷文級驅逐艦蓋瑞號的指揮權。

### 擊沉德國潛艇
1918年7月19日，蓋瑞號在英吉利海峽執行護送任務的時候遭遇德國U型潛艇UB-110號。萊托勒指揮投放深水炸彈，將潛艇逼出水面後，萊托勒下令全速撞擊，經過兩次撞擊後，UB-110號潛艇遭擊沉。不過，撞擊嚴重損壞了蓋瑞號船首並大量進水，萊托勒下令反向行駛以減輕前艙壁的壓力，安全返回港口維修。指揮潛艇的德國軍官維爾納·弗布里傑在1933年的回憶錄中，指責萊托勒命令他的船員用左輪手槍和機槍射擊UB-110號的徒手船員。英國軍事作家傑佛瑞·布魯克斯將維爾納·弗布里傑的回憶錄翻譯成英文，後來評論說：「關於對UB-110號倖存者所謂的暴行，正常程序應該是儘早向德國軍事法律當局報告此事，所有證人將會被要求提供證詞，人們可以想像它隨後會進展多遠。無論證據有多麼確鑿，英國軍事當局也從來沒有在戰時就本國軍人對敵軍犯下戰爭罪進行審判的做法。」。
萊托勒沒有在他的回憶錄中詳述事件，但他確實「拒絕接受（潛艇）舉手投降」——「事實上，鑑於對我方商船兇猛和無情的攻擊，他們居然還有臉投降，這真是令人驚訝。（在海戰中）驅逐艦與驅逐艦一樣，對決條件是平等的，狹路相逢時至少他們會把對方視為一個體面的對手。但提到潛艇就讓人感到極度厭惡，他們是可惡的髒東西，污染了乾淨的大海」。對於這一次擊沉敵軍的行動，萊托勒再度獲頒傑出服務十字勳章、獎章掛槓、皇家海軍預備役軍官長期服役獎章，並晉升為少校。1919年3月31日，萊托勒最終以中校軍階列入退役名單。

## 從白星航運辭職退休

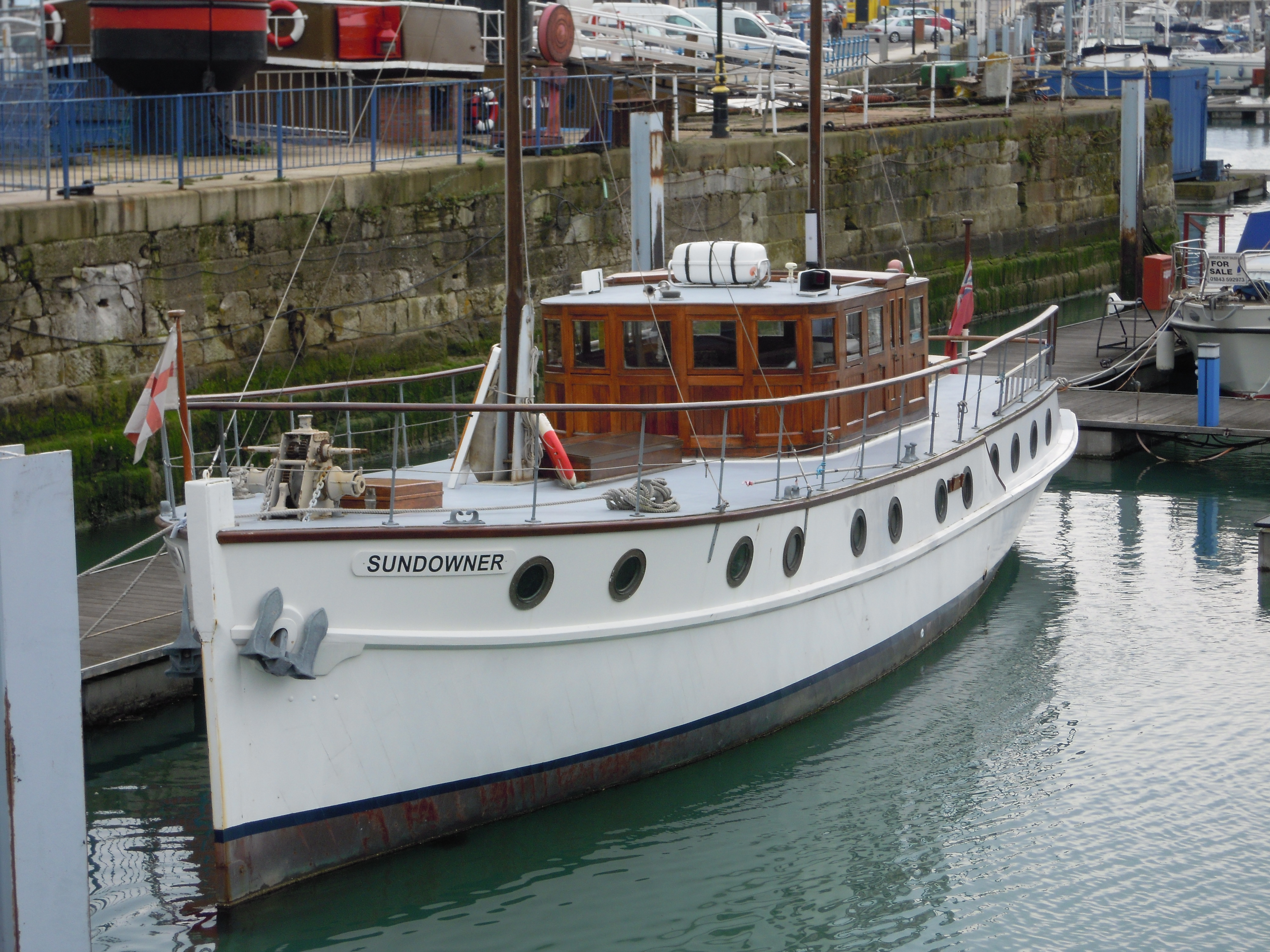
萊托勒的私人遊艇日落號遊艇，現在已保存為英國海事紀念船。

1918年底，萊托勒帶著豐厚戰功和2枚軍事勳章從英國皇家海軍回歸。當他回到白星航運後申請擔任奧林匹克號船副，但是最終的人事任命是凱爾特號大副。儘管他工作認真，並且在鐵達尼號沉沒事故的調查聽證中，忠誠的為僱主辯護，但萊托勒很快發現公司裡的晉昇機會已不復存在。原董事長布魯斯·伊斯梅辭職，由哈羅德·山德森取代；新的管理層想要擺脫鐵達尼號和所有與她有關的人。因此，所有生還的鐵達尼號船員都會發現自己在公司內已經被貼上負面標籤，全部都得不到理想的職位。萊托勒對擔任凱爾特號大副一職沒有興趣，因此經過18年的服務後辭職。
由於正逢經濟蕭條時期，前幾年的謀生很困難。他做了一些奇怪的工作，例如小旅館老闆和養雞戶，後來成為房地產投資者，他和他的妻子希薇亞因此取得了一些商業成功。1929年，萊托勒以40英鎊買下英國海軍部廢棄的蒸汽遊艇，由汽油/煤油引擎提供60匹馬力。萊托勒以優良木材改裝內部、改造成72匹馬力的柴油引擎遊艇，由他的妻子命名為日落號。1930年代早期，萊托勒出版了自傳回憶錄《鐵達尼號和其他的船》，成為受歡迎的暢銷書，他歸功於「固執的老婆讓我做到的」。在整個1930年代，萊托勒一家經常開著日落號出航，主要用於英國和歐洲的旅行，還參加過比賽。1939年7月，英國皇家海軍向萊托勒提出要求，委托他駕船到德國的海岸線進行秘密調查。於是他和他的妻子開著日落號到德國，偽裝成一對在遊艇上度假的老年夫婦。

## 第二次世界大戰「發電機行動」
第二次世界大戰爆發後，英法聯軍遭德意志國防軍圍困在法國敦克爾克，時任英國首相溫斯頓·邱吉爾發起敦克爾克大撤退——即「發電機行動」。1940年5月31日17時許，萊托勒接到英國海軍部的電話，要求他將日落號開到拉姆斯蓋特，英國皇家海軍船員將接管並開到敦克爾克。萊托勒告訴他們，「除了我以外，沒有人可以帶她去敦克爾克」。6月1日10時許，當時66歲的萊托勒開著日落號，並帶著他的長子范德瑞克·羅傑·萊托勒（Frederick Roger Lightoller）和一位名叫杰拉爾德·艾希克羅（Gerald Ashcroft）的海童軍前往敦刻爾克拯救受困的英國遠征軍。雖然日落號此前從未載過超過21人，但他們成功從敦刻爾克海灘救走了122名士兵，將整艘船的內外完全擠滿。回程又從另一艘著火的巡洋艦救起了5個士兵。納粹德國空軍的Bf 109戰鬥機和Ju 87俯衝轟炸機對日落號和其他船隻頻繁掃射和轟炸，萊托勒掌舵閃避攻擊，據說當其中一名士兵聽說萊托勒是鐵達尼號生還者時曾驚嚇到試圖跳船，然而他的隊友很快就回答說：「如果這個老先生能從鐵達尼號存活，那他什麼災難都可以活下來，包括這次」。
他們在離開敦刻爾克後大約12個小時安全抵達拉姆斯蓋特，納粹德國空軍一發子彈都沒有擊中日落號。萊托勒的英勇事蹟已經由導演克里斯多福·諾蘭改編為2017年電影《敦克爾克大行動》的一名角色「Mr. Dawson」。現今，日落號成為英國海事紀念船，保存在拉姆斯蓋特海事博物館。在敦刻爾克大撤退之後，萊托勒加入了地方志願軍，英國皇家海軍讓他與日落號在黑水河擔任沿海巡邏船。然後在皇家陸軍服務團指揮下轉移到克萊德河值勤，一直到第二次世界大戰結束。

## 家庭及餘生
萊托勒最小的兒子赫伯特·布萊恩·萊托勒（Herbert Brian Lightoller）加入英國皇家空軍擔任飛行員；1939年9月4日，在英國宣布加入第二次世界大戰的第一個晚上，他在對德國威廉港的一次轟炸中喪生。長子羅傑加入英國皇家海軍，他負責指揮魚雷快艇，1945年3月在格蘭維爾突襲期間陣亡。次子理查德·特雷弗·萊托勒（Richard Trevor Lightoller）加入英國陸軍並獲得了中校軍銜，在英國陸軍元帥伯納德·蒙哥馬利的指揮下參與戰爭。長女梅菲絲·萊托勒（Mavis Lightoller）加入皇家護士志願團，次女克萊爾·多琳·萊托勒（Claire Doreen Lightoller）在政治情報部門任職。他的孫子AT Lightoller曾在英國皇家海軍服役，在1970年代早期指揮潛艇鬚鯨號。
第二次世界大戰結束後，萊托勒在倫敦西部特威克納姆管理了一個名為里奇蒙造船（Richmond Slipways）的小型船廠，專門為泰晤士河警備隊建造船舶發動機。

## 逝世
1952年12月5日，因高氣壓覆蓋英國全境上空，爆發倫敦煙霧事件，這起事件可能導致萊托勒心臟病發作。他於12月8日逝世，享壽78歲。他的屍體被火化，骨灰撒在英聯邦戰爭墓地委員會中。

## 文化描寫
- 赫伯特·泰德（英语：Herbert Tiede）（1943年）——《鐵達尼號》（電影）[41]
- 埃德蒙·珀德姆（英语：Edmund Purdom）（1953年）——《鐵達尼號》（電影）
- 尼爾·諾斯（英语：Neil North）（1956年）——《卡夫電視劇場（英语：Kraft Television Theatre）》：「此夜永難忘」（電視劇）
- 肯尼斯·莫爾（英语：Kenneth More）（1958年）——《此夜永難忘》（電影）
- 馬爾科姆·斯托達德（英语：Malcolm Stoddard）（1979年）——《鐵達尼號遇難記（英语：S.O.S. Titanic）》（電視劇）
- 凱文·麥克諾提（英语：Kevin McNulty (actor)）（1996年）——《鐵達尼號》（電視劇）
- 約翰·波頓（英语：John Bolton (actor)）（1997年）——《鐵達尼號（英语：Titanic (musical)）》（百老匯音樂劇）
- 喬納森·菲利浦（英语：Jonathan Phillips (actor)）（1997年）——《鐵達尼號》（電影）
- 傑西·貝克（英语：Jesse Baker）（2003年）——《深淵遊魂（英语：Ghosts of the Abyss）》（紀錄片）
- 愛德華·施奈德（英语：Edward Schneider）（2012年）——《最後的信號（英语：The Last Signals）》（獨立短片）
- 史帝芬・威汀頓（英语：Steven Waddington）（2012年）——《鐵達尼號（英语：Titanic (2012 miniseries)）》（電視劇）
- 馬克·勞倫斯（2017年）——《敦克爾克大行動》（電影）